# Храм Апостолов Петра и Павла в Новой Басманной слободе
Храм Святых Апостолов Петра и Павла в Новой Басманной слободе — православный храм в Красносельском районе Москвы. Принадлежит к Богоявленскому благочинию Московской епархии Русской Православной Церкви. Один из немногих в Москве примеров петровского барокко, вдохновлённого западноевропейскими формами и мало имеющего общего с древнерусской архитектурной традицией.

## Строительство
Первое упоминание храма как церкви Петра и Павла в Капитанской слободе относится к 1695 году, указывается как новопостроенная, деревянная, строительство которой начали в 1692 году. Строительство каменного храма на месте деревянного началось в 1705 году. Строительство храма шло под руководством архитектора Ивана Зарудного, однако некоторые авторы считают, что вывод об участии Зарудного в строительстве был сделан только по стилистическим основаниям. Строительство велось по личному указу Петра I и по лично им составленным чертежам:
...по именному царского величесва указу и по данному ему величества рукою рисунку, велѣно намъ нижеименованонымъ, старостѣ съ приходскими людьми простить церковь за Мясницкими вороты, за Землянымъ городомъ, что въ Капитанской и Ново-Басманной слободѣ, которая и прежде в том мѣстѣ была жъ, во имя св. Ап. Петра и Павла; и оная церковь, по оному отъ его величества рисунку, какъ исподняя, такъ и верхняя построены, а при том несовершенно...Из донесения Правительствующему Сенату, Москвитин Василий
однако в некоторых источниках эта версия ставится под сомнение. Достоверно известно лишь то, что Петр I пожаловал на строительство храма 2000 рублей.
31 августа 1708 года освятили престол Петра и Павла, который тогда располагался в нижней церкви. В 1714 году начали возводить верхний храм, но работы были прекращены из-за запрета на каменное строительство в Москве. Закончить строительство храма удалось только к 1723 году под руководством архитектора Ивана Мичурина. Колокольню храма начали строить в 1745 году под руководством Карла Бланка и закончили в 1746 году. В середине XIX века в нижнем храме располагают престолы Николая Чудотворца и иконы Божией Матери «Утоли Моя Печали», а в верхней — Петра и Павла.
В 1856—1868 годах проводились работы по перестройке Петропавловской церкви — реконструкция храма продолжалась 12 лет при участии архитектора Николая Козловского. Старые стены галерей были полностью разобраны и сложены на новых местах. При этом галереи, по габаритам превосходящие прежние, были продолжены, окружив алтарь, и включили в себя устроенную прежде крытую лестницу. Новые фасады выстроили с сохранением первоначальной стилистики петровского времени. Во вновь построенных помещениях были устроены два придела: на южной стороне — в честь иконы Божией Матери «Утоли Моя Печали», на северной — в честь Владимирской иконы Божией Матери. Были отремонтированы печи, оконные рамы и колокольня. После завершения работ храм приобрёл тот облик, который можно увидеть на фотографиях второй половины XIX — первой половины XX века.

## Архитектура
Храм типа «восьмерик на четверике» стоит на высоком подклете с зимней церковью Николая Чудотворца. С трёх сторон его окружают открытые галереи, а с востока и с запада примыкают два равновеликих объёма — апсида и притвор, соответственно. Украшение фасадов первоначально состояло из профилированных белокаменных карнизов и пилястр. Нынешний необарочный декор появился при поновлении храма 150 лет назад.
Ансамбль храма обогащает богато декорированная колокольня, чья «почти скульптурная пластика … отчётливо противопоставлена лаконичным формам храма, создавая чрезвычайно эффектную по своей художественной выразительности композицию». Кованая барочная решётка середины XVIII века, отделяющая храм от улицы, была изготовлена для церкви на Большой Спасской улице; перенесена на Новую Басманную после сноса этого храма, в 1966 году.

## Новейшая история
В 1922 году храм был передан обновленцам. В 1931 году, после сноса храма Христа Спасителя, Петропавловский храм становится кафедральным храмом Первоиерарха православных церквей в СССР митрополита Виталия (Введенского). Здесь же работал обновленческий Священный Синод и размещалась Московская Богословская академия. Окончательно храм закрывают в 1934 году и размещают в нём склад.
В 1960 году прошла реставрация храма, при этом несколько нарушили первоначальный вид храма, установив завершение и шпиль колокольни в «голландском стиле». С 1970 года здание храма отдают в пользование ВНИИГеофизика, который разбил помещение храма на несколько дополнительных этажей. К 1990 году храм настолько обветшал, что пришлось провести косметический ремонт; при этом  бордюры тротуара были выполнены из частей надгробных плит (в настоящее время заменены).
В 1992 храм возвращён Русской православной церкви, малое освящение храма состоялось в 1994 году.
В 2020-е годы началась реставрация храма, в ходе которой была обнаружена роспись XVIII века периода правления Петра I, на которой изображён князь Александр Невский. Также после вскрытия записи конца XIX века реставраторами были обнаружены росписи, сделанные в 1848 году. Реставрация росписей была завершена летом 2024 года.

## Престолы
- Апостолов Петра и Павла
- Святителя Николая Чудотворца
- Иконы Божией Матери «Утоли моя печали»
- Владимирской иконы Божией Матери

## Настоятели
- 1855—1857: Сергиевский, Николай Александрович;
- 1857—1874: Терновский, Пётр Матвеевич;
- 1886—1890: Капустин, Платон Иванович;
- 1893—1898: Павел Иванович Казанский;
- 1899—?: Андрей Григорьевич Полотебнов;
- 1908—1913: Садковский, Сергей Максимович[13];
- 1914—1923: Поспелов, Пётр Петрович.

После возрождения:
- 1991—1999: протоиерей Стефан Иванович Жила.
- 1999—2007: протоиерей Михаил Михайлович Маслов.
- с 2007: игумен Симеон (Владимир Васильвич Шевцов).

## Духовенство
- Настоятель храма — игумен Симеон (Шевцов)
- Протоиерей Сергий Соколов
- Священник Максим Синицын
- Диакон Виталий Ляховский[14]

## Святыни
- Икона святых первоверховных апостолов Петра и Павла,
- Ковчег с частицами мощей святых первоверховных апостолов Петра и Павла,
- Ковчег с частицей мощей святой равноапостольной Марии Магдалины,
- Ковчег с частицами мощей святых угодников Божиих[15].